# لويس ألفونسو بايز
لويس ألفونسو بايز (بالإسبانية: Luis Páez)‏ هو لاعب كرة قدم كولومبي في مركز الهجوم، ولد في 27 أكتوبر 1986 في فاليدوبار في كولومبيا. لعب مع أتلتيكو جونيور وأتلتيكو ناسيونال وأتليتيكو هويلا وإنديبنديينتي سانتا في وديبورتيفو باستو وريونيغرو أغيلاس ونادي ليونيس ونادي ميلوناريوس.

## وصلات خارجية
- لويس ألفونسو بايز على موقع قاعدة بيانات كرة القدم.إي يو (الإنجليزية)
- لويس ألفونسو بايز على موقع Soccerway.com (الإنجليزية)
- لويس ألفونسو بايز على موقع AS.com (الإسبانية)